# Mekatilili wa Menza
Mekatilili wa Menza (geb. in den 1840er Jahren in Mtsara wa Tsatsu; gest. um 1925 in Bungale) war eine kenianische Freiheitskämpferin gegen die britische Kolonialmacht. Sie führte 1913 einen Aufstand gegen die Briten an.

## Leben
Mekatilili war Teil der Giriama, einem der neun Mijikenda-Völker. Sie wurde im Dorf Mtsara wa Tsatsu in Bamba geboren. Ihr Geburtsname war Mnyazi. Sie wurde verheiratet und hatte neun Kinder mit ihrem Mann Mulewa. Mekatilili war eine Heilerin und war Mitglied der religiösen Frauenorganisation Chifudu.
Im Juni 1913 versammelte sie Jugendliche und Frauen am Kaya Fungo der Giriama, einem heiligen Waldgebiet. Dort forderte sie die anderen Giriama auf, sich gegen die britischen Missionierungsversuche zur Wehr zu setzen und stattdessen die eigene Religion zu praktizieren. Sie leitete religiöse Zeremonien in die Wege und ließ einen Eid sprechen, dass die Giriama sich gegen die britische Steuerpolitik, Zwangsarbeit, den Transport von Leichen und eine nahe gelegene Kautschukplantage zur Wehr zu setzen. Daraufhin weigerten sich die Dorfältesten, an Treffen mit den Briten teilzunehmen; die Jungen arbeiteten mieden die Arbeit auf britischen Höfen und alle Giriama weigerten sich, Steuern zu zahlen. Dieses Treffen wird als Vorläufer des Giriama-Aufstandes im Oktober 1914 gegen die Briten gewertet.
Sie und ein Dorfältester, Wanje wa Mwadori Kola, wurden im Oktober 1913 von den Briten gefangen genommen und kamen rund 1000 km entfernt in ein Gefängnis in Kisii. Sie wurden zu fünf Jahren Haft verurteilt. Von dort gelang ihr nach sechs Monaten die Flucht und sie gelangte zu Fuß zurück ins Land der Giriama.
Nach dem Aufstand zogen sie, ihr Mann und seine zweite Frau Chawe-Dama nach Gedi. Ihr Mann starb, woraufhin sie nach Bungale im Malindi District gebracht wurde, wo man sich aufgrund ihres fortgeschrittenen Alters kümmert, bevor sie um 1925 ebenfalls verstarb.

## Würdigung
- Am 20. Oktober 2010 wurden die Uhuru-Gärten in Nairobi ihr zu Ehren in Mekatilili-wa-Menza-Gärten umbenannt und dort eine Statue von ihr errichtet.[2]
- Am 9. August 2020 wurde sie mit einem Google Doodle geehrt.[3]